# Sassané-Mango
Sassané-Mango est une ville du Togo.

## Géographie
Sassané-Mango est situé à environ 75 km  au Sud de Dapaong,  dans la  région des Savanes.

## Origine du nom
Sassané-Mango  signifie "enclos des Mango" 

## Lieux publics
- Marché

## Lieu historique
Les Tchokossi sont des Ivoiriens d'origine ; peuple islamisé et christianisé, ils possèdent des lettrés de longue date, leur histoire a été mentionnée depuis l'an 1129 de l'hégire, une fraction importante, accompagnée des ressortissants d'autres ethnies (Morofwe, Djimini, Koulango, Malinké et Abron) de Kong, de Bondoukou et de Bouna, conduite par les princes Nabiéma (Bonsafoh) et Nassoma, était partie de Mango-Toula (pays Anno) pour se réfugier ici à Sassané-Mango.  

## Personnalités liées à la ville
- Namoro KARAMOKO
- Hamadou Brim BOURAIMA-DIABACTE
- Adiza KARAMOKO